# 植物生体液

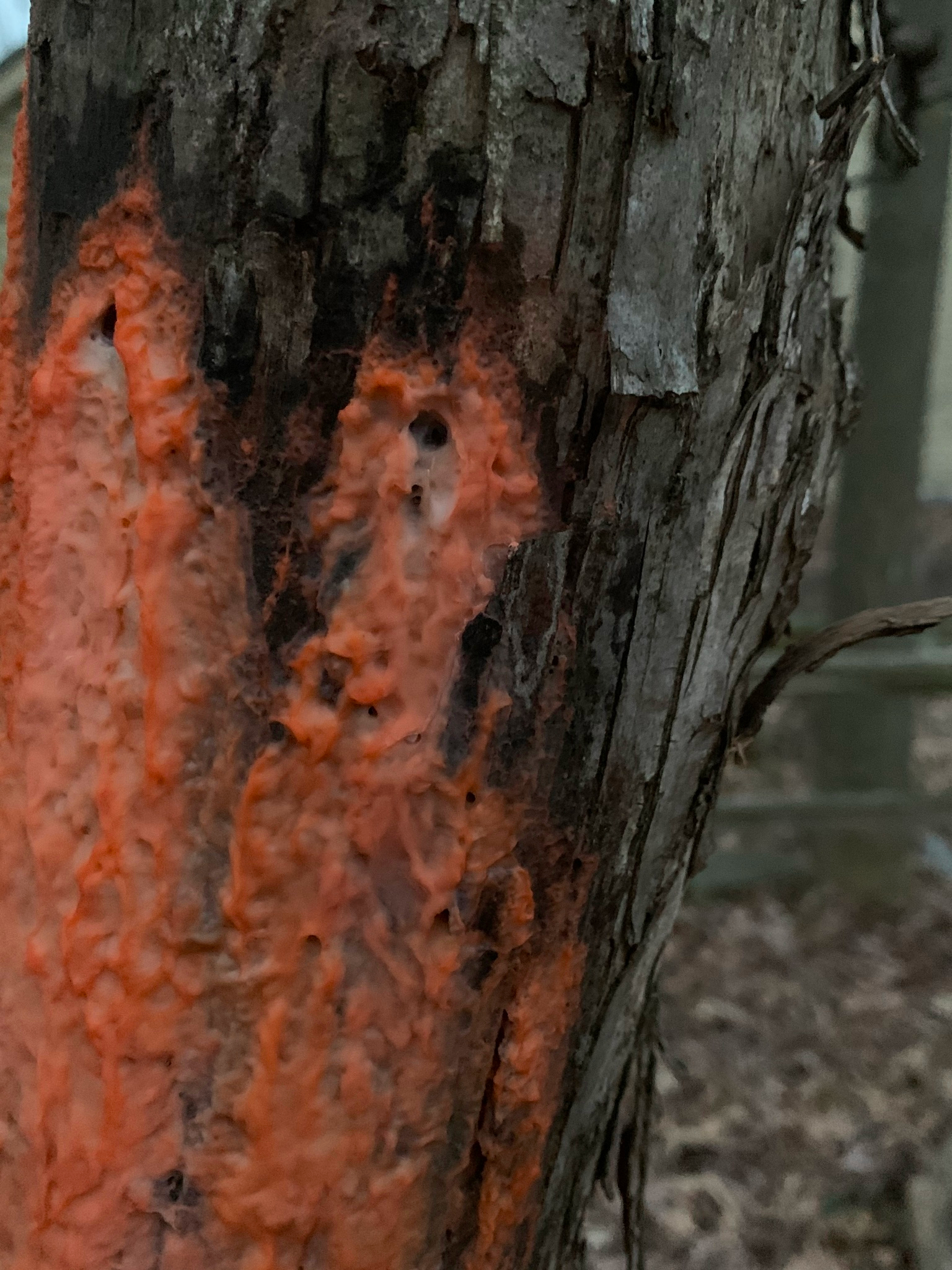
樹液が滲出した木で繁殖した菌（樹液酵母菌）

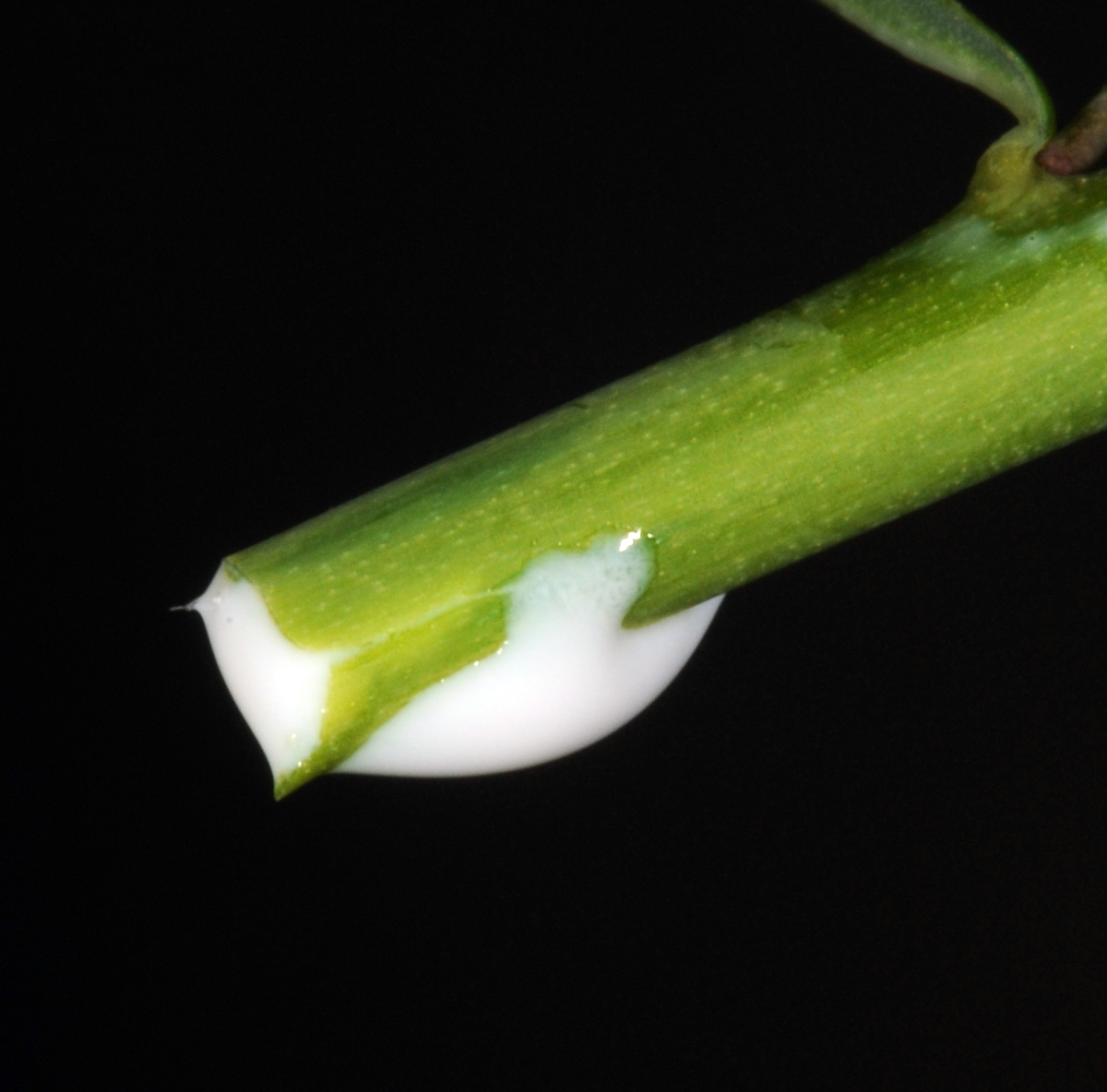
矢毒として利用されたトウダイグサ属の乳液

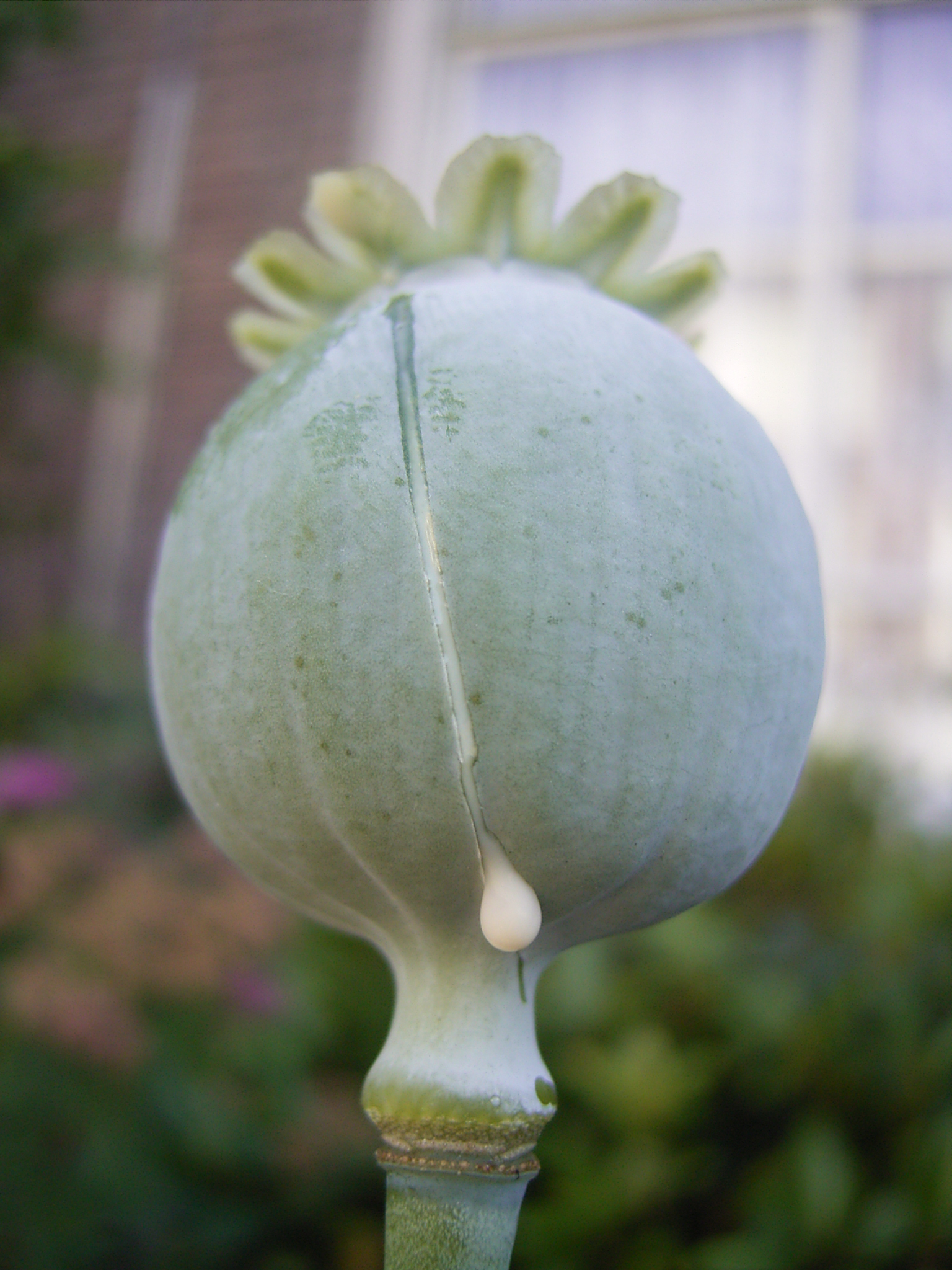
ケシ坊主（果実）に傷をつけて流れ出た麻薬となる樹脂。

植物生体液（しょくぶつせいたいえき、英語: Sap）とは、植物の体液である。樹木の場合は、樹液と呼ばれる。
道管に流れる導管液（道管液）、篩管に流れる篩管液、乳管に流れる乳液、樹脂道に流れる樹脂などがある。搾り取ったり、自然に植物から出た液体を汁液という。

## 植物の利用
栄養の移動、毒などを放出し動物からの防御などの役割があるとされる。

## 利用
- ゴム、ラテックスなどは、ラバータッピング（英語版）という手法で採取される。
- 天然樹脂 - 南アフリカに住んでいた石器時代の古代人はアカシアの樹液を接着剤に利用した[5]。
- 漆 - 塗料、接着剤など。
- コパイバ（英語版）の樹液は、南米の部族では抗炎症作用、抗腫瘍作用、抗破傷風作用、防腐作用などの薬として利用された[6]。
- 白樺の樹液（英語版） ‐ 飲料や民間薬とされる。
- メープルシロップ、アガベシロップ、パームシロップ（英語版）と発酵させた酒（メープル・リキュール（英語版）、テキーラ、ヤシ酒）
- ヘチマ水[7]
- ジャングルのツタ植物の多くは、切ることで出る樹液を飲料として利用できる[8]。

### 動物の利用
食料とする動物には、キツツキ科シルスイキツツキ属の鳥や昆虫のアブラムシなどの樹液食動物がいる。昆虫の樹液食動物は、体外に甘露を分泌する場合がある。
研究者は、採取中のアブラムシの口針をレーザーメスで切断するAphid Technique(アブラムシ技法)で漏出した篩管液を採取する。

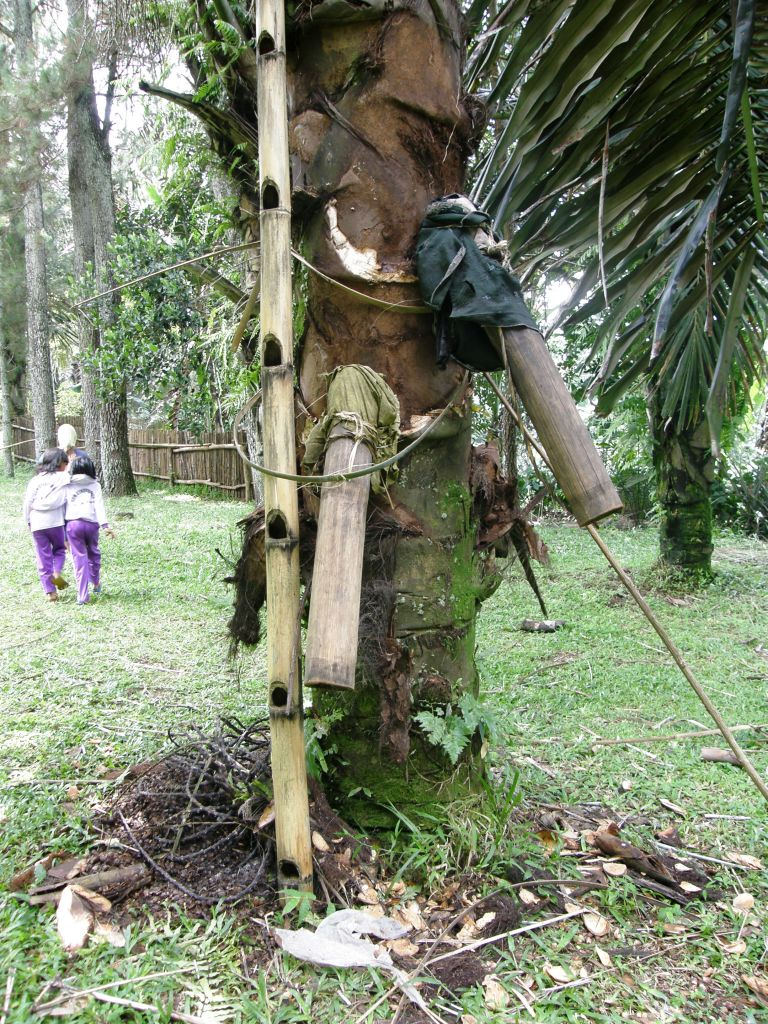
パームシュガーのための樹液採取の様子
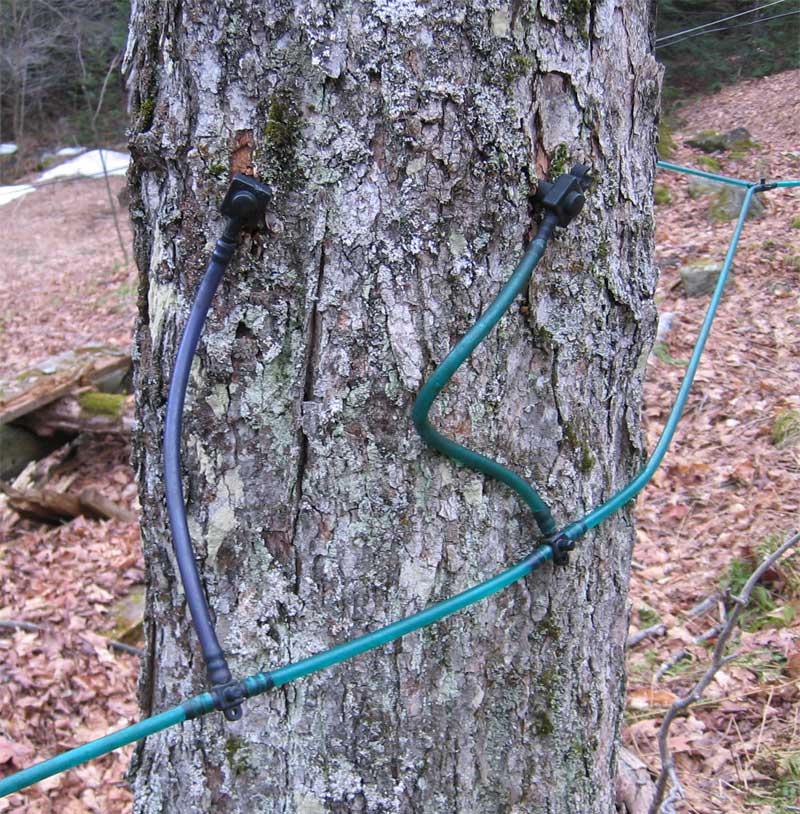
メープルシロップ採取の様子。
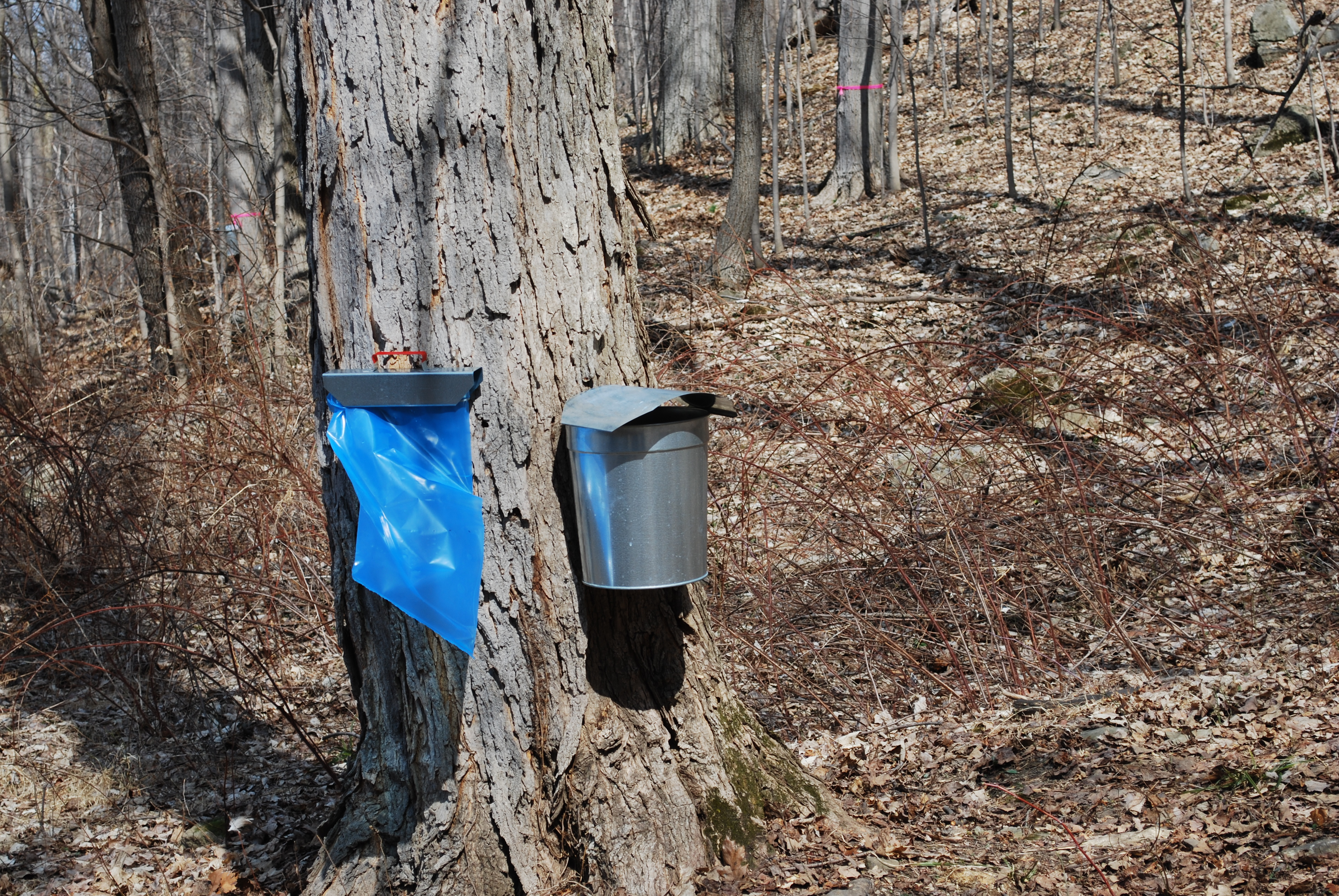
メープルシロップ採取の様子。
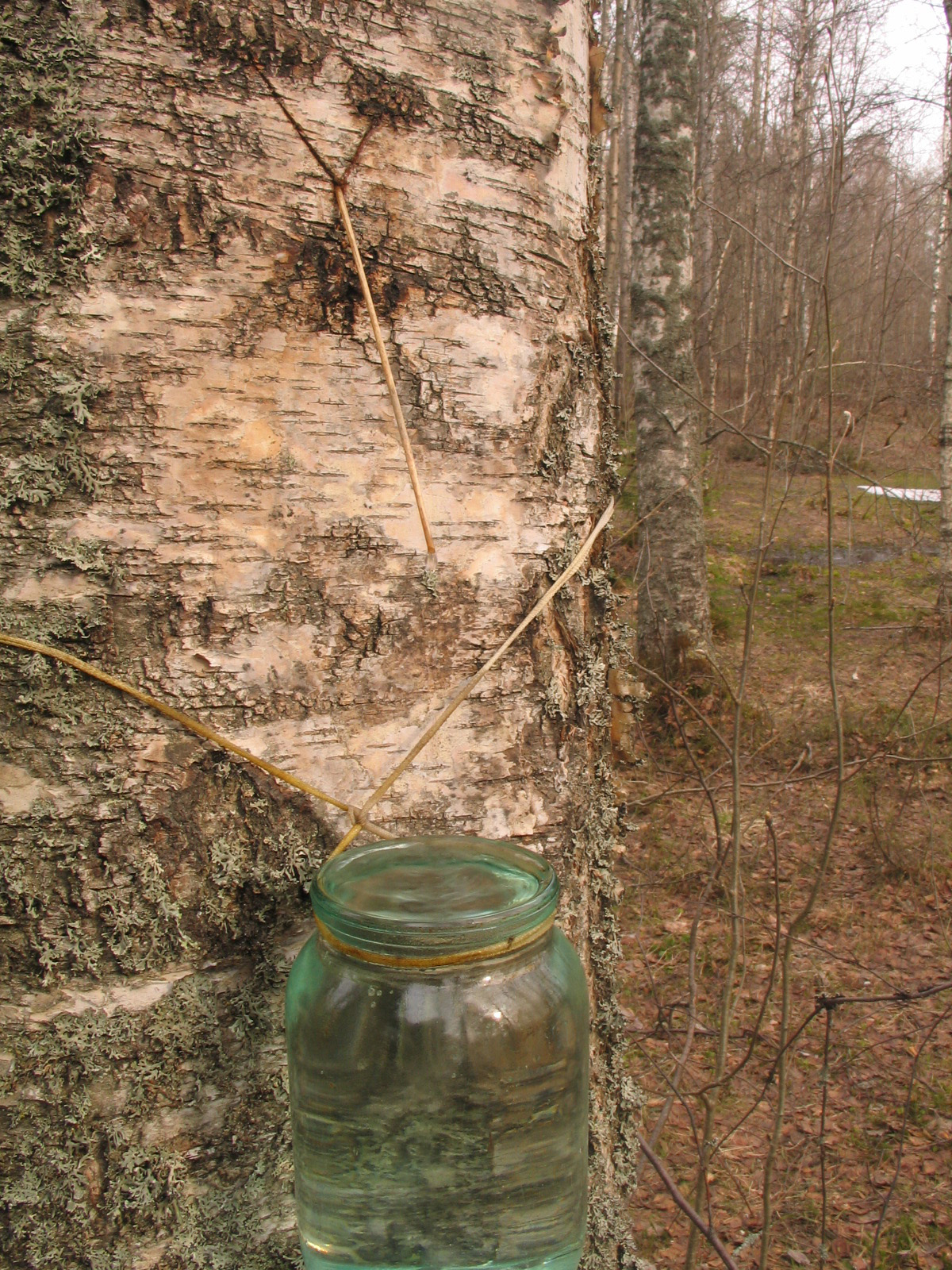
白樺の樹液採取の様子。
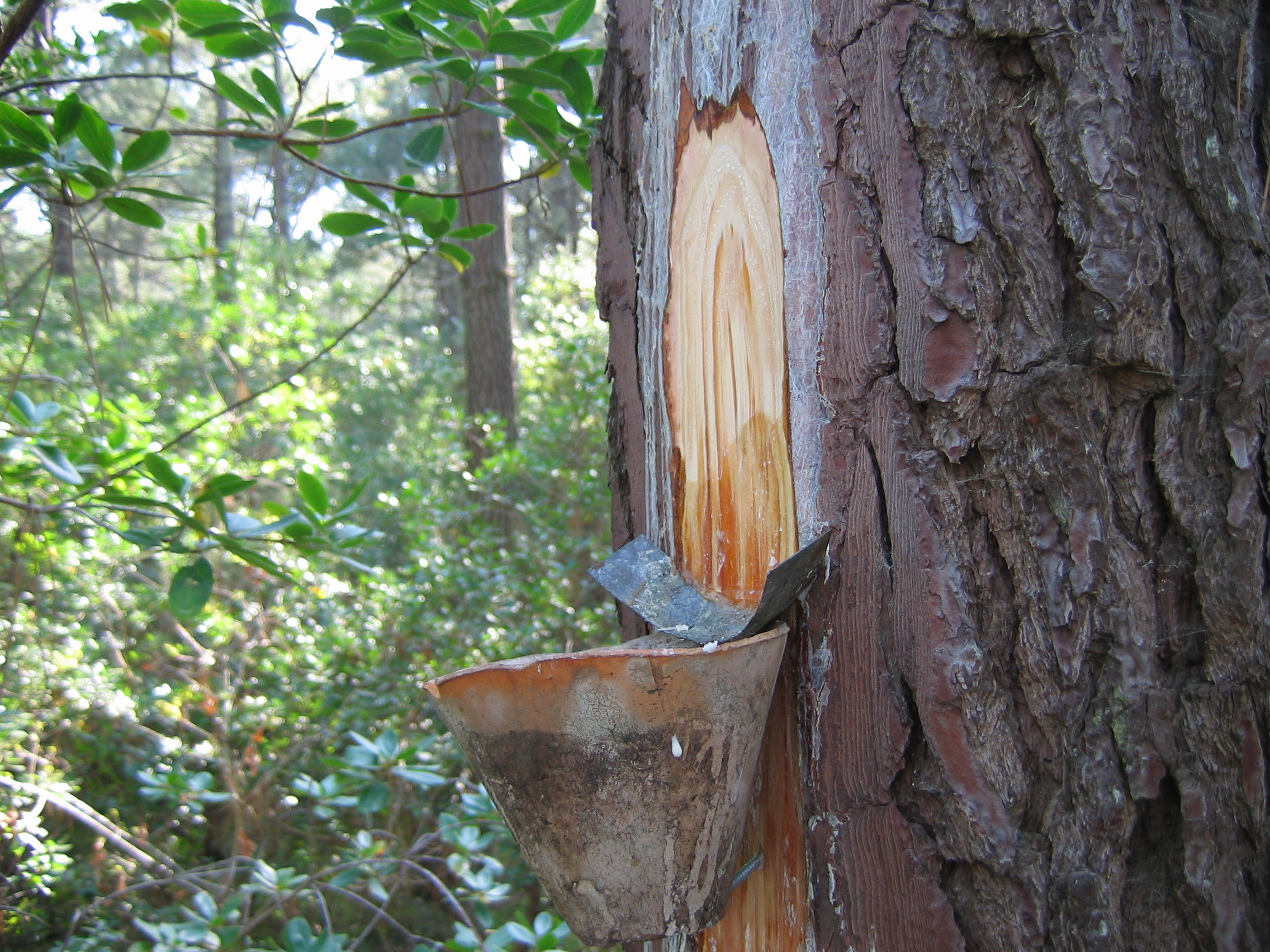
松脂のために松の樹液を集めている様子。
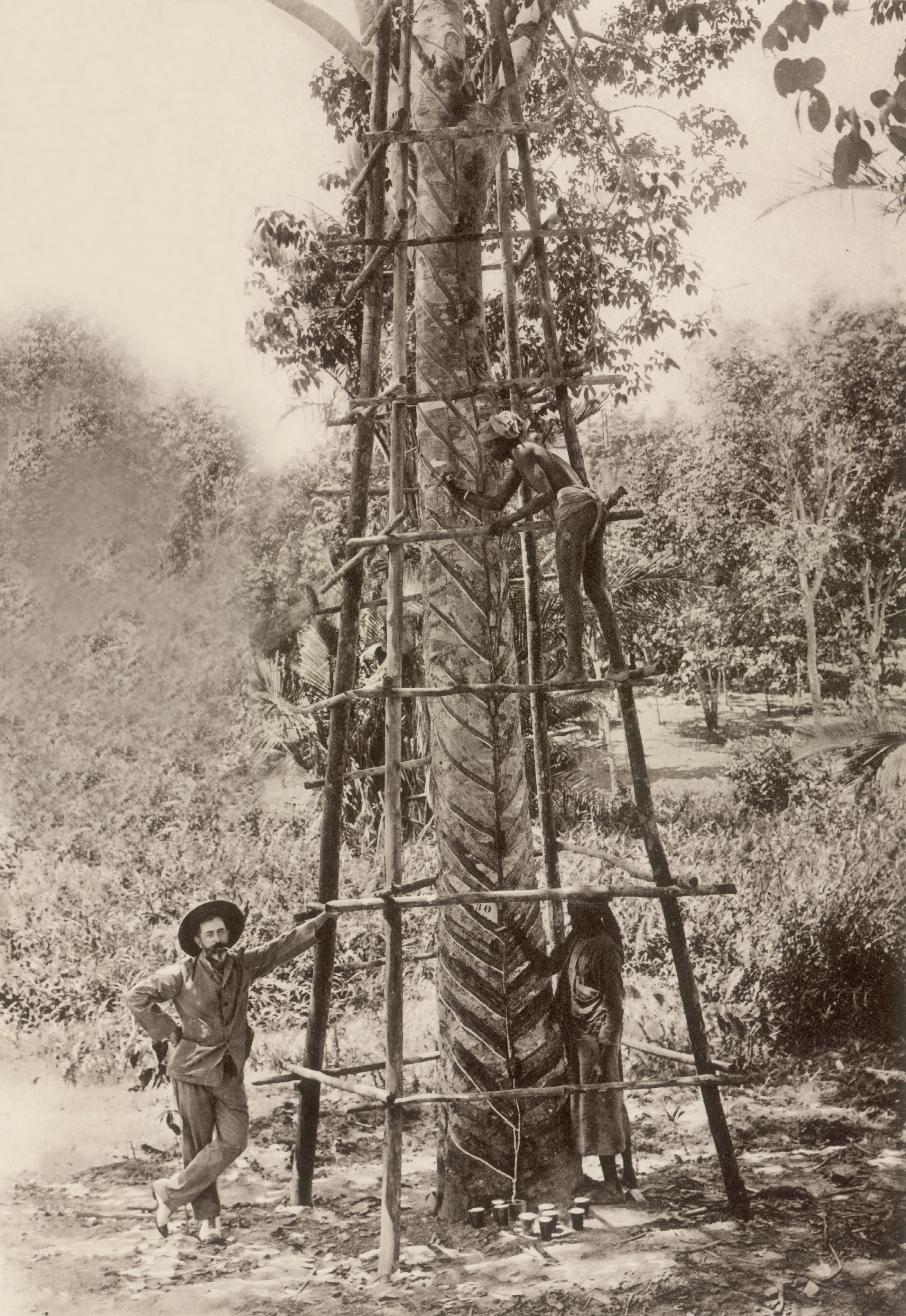
ラバータッピング（英語版）
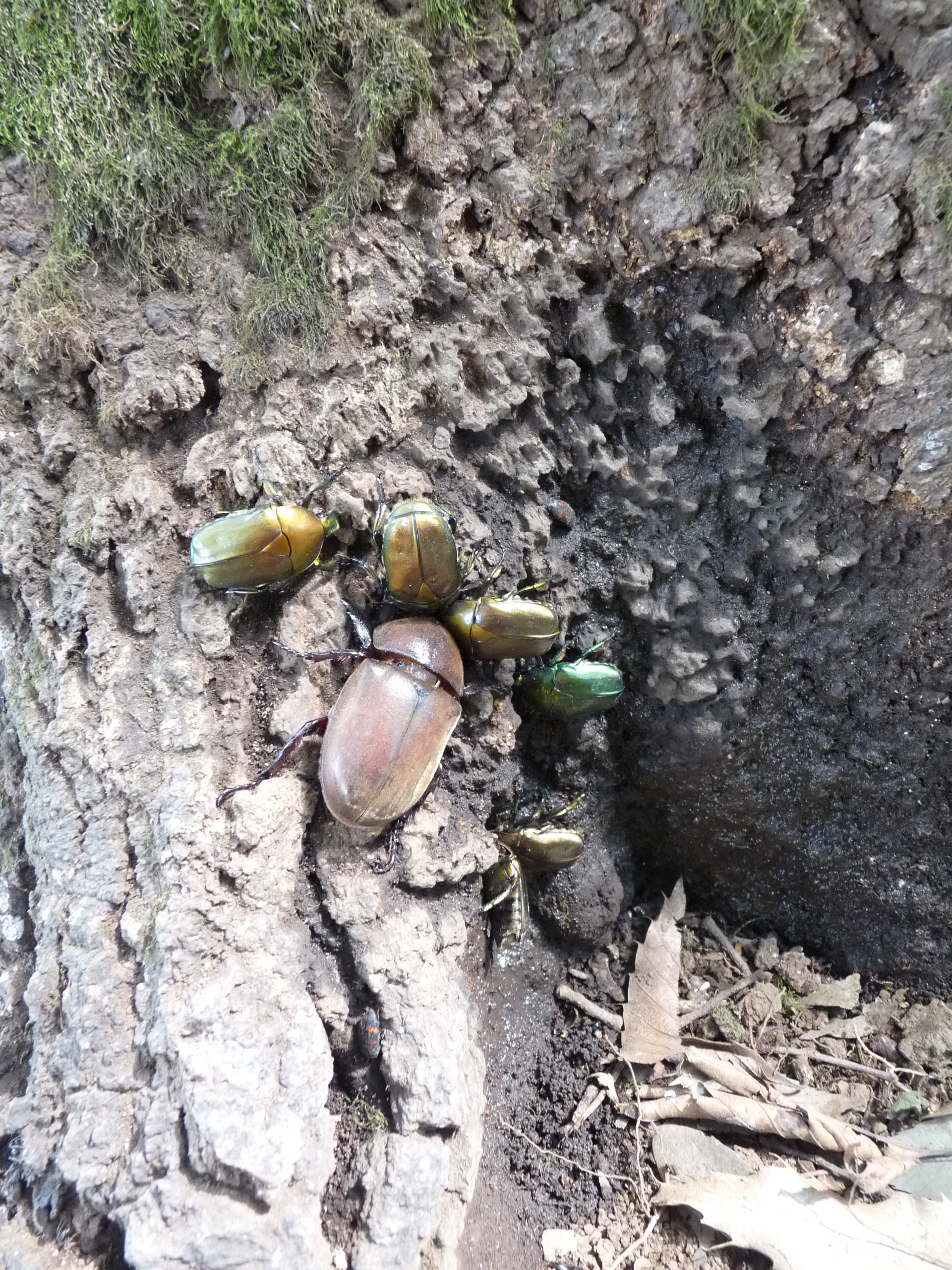
樹液に群がるカブトムシとカナブン。
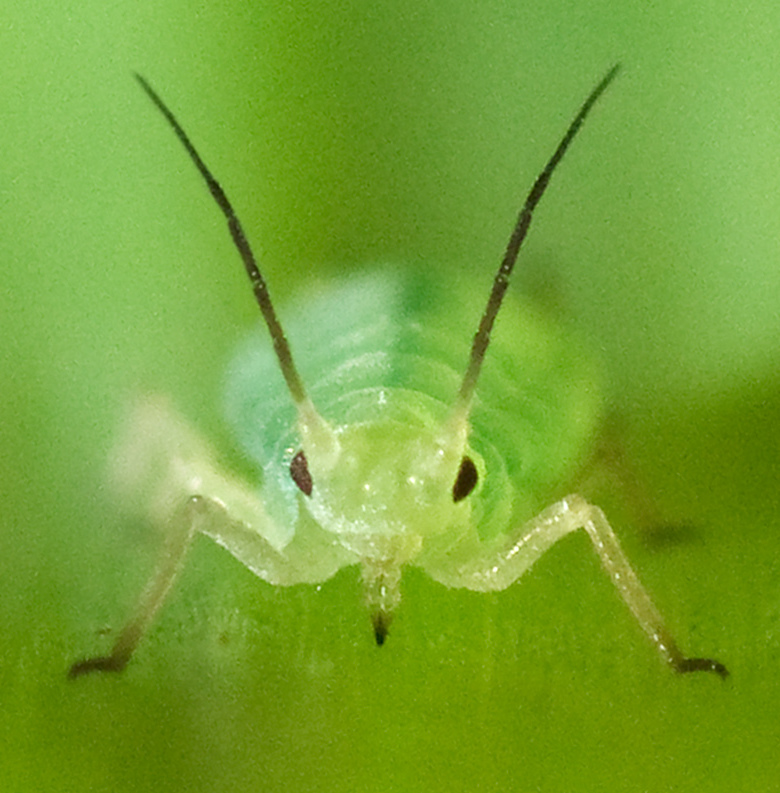
アブラムシを正面から見た図。植物に突き刺す口器（口針）を持つ。